# Fredrik Aursnes
Fredrik Aursnes (* 10. Dezember 1995 in Hareid) ist ein norwegischer Fußballspieler. Gegenwärtig spielt er bei Benfica Lissabon und ist zudem norwegischer Nationalspieler.

## Karriere

### Verein
Fredrik Aursnes wurde in Hareid, einem Ort mit rund 5.000 Einwohnern in der Region Vestlandet, dem westlichen Landesteil Norwegens, geboren und spielte bis 2011 bei Hareid IL, bevor er sich zur Saison 2012 IL Hødd, einem Zweitligisten aus dem nahegelegenen Ulsteinvik, einwohnerzahltechnisch mit Hareid vergleichbar, anschloss. Der 16-jährige erkämpfte sich schnell einen Stammplatz und kam in seiner ersten Saison zu 30 Einsätzen, wobei ihm ein Tor gelang. Auch in den folgenden Jahren blieb Aursnes Stammspieler und zur Saison 2016 folgte der Wechsel zum Erstligisten Molde FK, eines der größten Klubs in Norwegen und seinerzeit von Ole Gunnar Solskjær, einer Legende von Manchester United, trainiert. Auch in Molde spielte er sich in die Stammelf und wurde dabei zumeist als defensiver Mittelfeldspieler eingesetzt. Zum Saisonende wurde Molde FK Vierter, in den folgenden beiden Spielzeiten Vizemeister und 2019 norwegischer Meister. In der Meistersaison war Fredrik Aursnes in sämtlichen 30 Partien zum Einsatz gekommen und spielte in jeder Partie durch. 
Als Meister qualifizierte sich Molde FK für die erste Qualifikationsrunde zur UEFA Champions League, wo die Norweger auf den finnischen Vertreter Kuopion Palloseura trafen und sich auch gegen sie durchsetzten. Auch in der zweiten Runde gegen den slowenischen Vertreter NK Celje sowie in der dritten Qualifikationsrunde gegen den aserbaidschanischen Klub FK Qarabağ Ağdam behielt Molde FK die Oberhand, ehe in den Play-offs der ungarische Vertreter Ferencváros Budapest Endstation bedeutete. Molde FK spielte allerdings in der UEFA Europa League weiter und überstand die Gruppenphase, in der der irische Dundalk FC sowie der FC Arsenal und SK Rapid Wien die Gegner waren, um in der Zwischenrunde überraschend den deutschen Bundesligisten TSG 1899 Hoffenheim auszuschalten. Im Achtelfinale schied Molde FK gegen den FC Granada aus. Während der Europa-Tournee kam Fredrik Aursnes in jedem Spiel zum Einsatz. Derweil wurde die Saison 2020 auf dem zweiten Platz beendet.
Im August 2021 wechselte er in die Eredivisie zu Feyenoord Rotterdam.
Ein Jahr später wechselte er zum portugiesischen Erstligisten Benfica Lissabon.

### Nationalmannschaft
Fredrik Aursnes absolvierte zwei Spiele für die norwegische U18-Nationalmannschaft sowie 14 Partien (ein Tor) für die norwegische U21. Am 6. Juni 2021 debütierte er beim 1:2 im Freundschaftsspiel im spanischen Málaga gegen Griechenland für die A-Nationalmannschaft der Norweger.

## Erfolge
IL Hødd
- Norwegischer Pokalsieger: 2012

Molde FK
- Norwegischer Meister: 2019
- Norwegischer Pokalsieger: 2021

Benfica Lissabon
- Portugiesischer Meister: 2022/23